# América Futebol Clube (Acre)
América Futebol Clube foi uma agremiação esportiva brasileira de Rio Branco, no estado do Acre. Foi bicampeão estadual em 1948 e 1949, período em que o futebol do estado era amador. O clube também foi um dos fundadores da Federação Acreana de Desportos - FAD, atualmente Federação de Futebol do Acre - FFAC. Terminaria extinto no ano de 1960.
À exemplo de outros homônimos, foi criado em homenagem ao América do Rio de Janeiro.

## Títulos
| ESTADUAIS | ESTADUAIS          | ESTADUAIS | ESTADUAIS  |
|           | Competição         | Títulos   | Temporadas |
| --------- | ------------------ | --------- | ---------- |
|           | Campeonato Acreano | 2         | 1948, 1949 |
|           | Torneio Início     | 1         | 1953       |